# 有馬頼旨
有馬 頼旨（ありま よりむね）は、筑後久留米藩の第5代藩主。久留米藩有馬家6代。

## 生涯
第4代藩主・有馬頼元の次男。母は小野氏。生涯独身で、正室・側室はなし。
父の死後に家督を継ぐが、宝永3年（1706年）4月8日に22歳で死去した。子はなく、末期養子の則維が跡を継いだ。

## 系譜
- 父：有馬頼元（1654-1705）
- 母：小野氏
- 正室：無し
- 養子
  - 男子：有馬則維 − 石野則員の五男